# Ampakine

AMPA

Les ampakines sont une classe de composés connus pour augmenter la capacité d'attention et de vigilance et pour faciliter l'apprentissage et la mémoire. Les ampakines tirent leur nom des récepteurs AMPA glutamatergiques avec lesquels elles interagissent fortement. Les récepteurs AMPA tirent eux-mêmes leur nom de l'acronyme AMPA, du nom anglais de l'acide 2-amino-3-(5-méthyl-3-hydroxy-1,2-oxazol-4-yl)propanoïque (2-Amino-3-(5-Methyl-3-oxo-1,2-oxazol-4-yl)Propanoic Acid), qui se lie sélectivement à eux.
Les ampakines ont été étudiées par la DARPA (Defense Advanced Research Projects Agency) américaine pour une utilisation potentielle chez les militaires.

## Effets
Contrairement aux premiers stimulants connus (comme la caféine, le méthylphénidate (Ritalin), et les amphétamines), les ampakines ne semblent pas avoir d'effets secondaires désagréables tels que l'insomnie.
Elles sont actuellement à l'étude comme traitement potentiel d'une série de pathologies impliquant un handicap mental et des troubles comme la maladie d'Alzheimer, la maladie de Parkinson[réf. souhaitée], la schizophrénie, la dépression réfractaire au traitement (DRT) ou des troubles neurologiques tels que le trouble du déficit de l'attention (TDA), entre autres.
On a montré que les ampakines avaient un mode d'action qui les faisait appartenir à la classe bien connue des nootropiques, des médicaments de la classe des racétams tels que le piracétam, l'aniracétam (en), l'oxiracétam et le pramiracétam (en), cependant ces médicaments ont de multiples modes d'action et ne produisent qu'une faible activation des récepteurs AMPA, et leur activité ampakinique est masquée par leurs autres effets nootropiques. Développées très récemment, les ampakines sont beaucoup plus puissantes et sélectives sur les récepteurs AMPA, et si aucun de ces nouveaux composés n'est encore apparu sur le marché, un composé, le CX717, était au stade des essais cliniques de phase II en 2008.

## Classes et structures des ampakines
On a développé jusqu'à maintenant quatre classes structurelles d'ampakines :
- les médicaments dérivés de la pyrrolidine, les racétams tels que le piracétam et l'aniracétam.
- les médicaments de la série CX qui englobent un large éventail de structures dérivées de la benzoylpiperidine et de la benzoylpyrrolidine.
- les dérivés du benzothiazide comme le cyclothiazide et l'IDRA-21.
- les biarylpropylsulfonamides tels que LY-392,098, LY-404,187, LY-451,646 et LY-503,430.

### Les racétams
Le premier composé chez lequel on a montré qu'il modulait l'activité des récepteurs AMPA est l'aniracétam. Plusieurs autres médicaments de la même famille ont montré avoir des effets ampakiniques, mais si le fait a bien été établi pour certains composés tels que l'aniracétam et le pramiracétam, on ne sait pas si tous les produits de cette famille ont de tels effets, les racétams semblant avoir de multiples modes d'action.

### Cortex Pharmaceuticals

Les AMPAkines CX-546, CX-516, and CX-614 de Cortex Pharmaceutical

Depuis la découverte du mode d'action ampakinique par lequel les racétams produisent leurs effets nootropiques, une large gamme de médicaments plus sélectifs a été développée par Cortex Pharmaceuticals, qui détient les brevets couvrant la plupart des usages médicaux de cette classe de médicaments. Les principaux composés sortis de ce programme sont le CX-516 (Ampalex), le CX-546, le CX-614, le CX-691 (Farampator) et le CX-717.
Plusieurs autres composés tels que le CX-701, le CX-1739, le CX-1763 et le CX-1837 ont également été annoncés comme étant en cours d'étude, et si peu d'informations ont encore été publiées à leur sujet, le CX-1739 est à ce jour considéré comme le composé le plus puissant de cette catégorie. Il aurait une puissance cinq fois supérieure à celle du CX-717.

### Eli Lilly
D'autres composés à activité ampakinique tels que l'IDRA-21 et Eli Lilly LY-503,430 ont été développés par d'autres sociétés pharmaceutiques, mais ils ne sont à l'heure actuelle utilisés qu'au stade de la recherche animale, et Cortex est la seule société à développer des médicaments à activité ampakinique utilisables pour l'homme, en partenariat avec la société pharmaceutique Schering-Plough.

## Mécanisme d'action
Leur action semble due à une facilitation de la transmission du neurotransmetteur au niveau des synapses corticales qui utilisent le glutamate comme agent de transmission. Elles pourraient ensuite favoriser la plasticité synaptique, ce qui pourrait améliorer les performances cognitives.
Les ampakines se lient à un type particulier de récepteurs allostériques situés dans le cerveau, les récepteurs à glutamate de type AMPA. Ils stimulent l'activité du glutamate, un neurotransmetteur, ce qui facilite l'encodage de la mémoire et l'apprentissage. En outre, certains membres de la famille des ampakines peuvent aussi augmenter les niveaux de facteurs trophiques tels que le facteur neurotrophique dérivé du cerveau (BDNF).

## Effets secondaires
On leur connaît en général peu d'effets secondaires, mais une ampakine appelée farampator (CX-691) a des effets secondaires incluant maux de tête, somnolence, nausées et altération de la mémoire de fixation.

## Utilisation
On les a proposés comme traitement dans le syndrome de Rett, après des tests favorables sur un modèle animal.